# Lijst van gemeentelijke monumenten in Renkum
In de Gelderse gemeente Renkum in Nederland staat een aantal gebouwen en andere objecten dat een dusdanige cultuurhistorische betekenis heeft, dat zij door de gemeente erkend zijn als gemeentelijk monument.
In onderstaande Lijst van gemeentelijke monumenten in Renkum worden alle 145 gemeentelijke monumenten genoemd die op 3 mei 2011 deze status bezaten. 

## Doorwerth
De plaats Doorwerth kent 7 gemeentelijke monumenten:
| Object                       | Bouwjaar | Architect      | Locatie              | Coördinaten                   | Nr.           | Afbeelding                   |
| ---------------------------- | -------- | -------------- | -------------------- | ----------------------------- | ------------- | ---------------------------- |
| Voormalig Kosterswoning      | 1936     |                | Berkenlaan 42        | 51° 58' 35" NB, 5° 47' 50" OL | 0274/Wikinr.1 | Voormalig Kosterswoning      |
| Boerderij de Boersberg       | 1847     |                | Boersberg 1          | 51° 58' 26" NB, 5° 46' 30" OL | 0274/Wikinr.2 | Boerderij de Boersberg       |
| ijskelder bij kasteel        |          |                | Fonteinallee z.n.    | 51° 58' 11" NB, 5° 47' 22" OL | 0274/Wikinr.3 | ijskelder bij kasteel        |
| Voormalig Pastorie R.K. kerk | 1939     |                | van der Molenallee 3 | 51° 58' 44" NB, 5° 48' 15" OL | 0274/Wikinr.4 | Voormalig Pastorie R.K. kerk |
| R.K. kerk                    | 1933     | J.E. Wilke     | Molenplein 1, v.d.   | 51° 58' 45" NB, 5° 48' 15" OL | 0274/Wikinr.5 | Meer afbeeldingen            |
| Voormalig Gereformeerde kerk | 1934     | H. van Heusden | W.A. Scholtenlaan 25 | 51° 58' 34" NB, 5° 47' 51" OL | 0274/Wikinr.6 | Voormalig Gereformeerde kerk |

## Heelsum
De plaats Heelsum kent 2 gemeentelijke monumenten:
| Object                  | Bouwjaar | Architect          | Locatie                     | Coördinaten                   | Nr.             | Afbeelding              |
| ----------------------- | -------- | ------------------ | --------------------------- | ----------------------------- | --------------- | ----------------------- |
| Van Brakell-gedenkteken |          |                    | Koninginnelaan/hoek Kerkweg | 51° 58' 41" NB, 5° 45' 33" OL | 0274/Wikinr.7   | Van Brakell-gedenkteken |
| Sint Josephkerk         |          | A.H.J.M. Vermeulen | Kamperdijklaan 2            | 51° 58' 57" NB, 5° 45' 9" OL  | 0274/Wikinr.114 | Meer afbeeldingen       |

## Heveadorp
De plaats Heveadorp kent 11 gemeentelijke monumenten:
| Object                                       | Bouwjaar | Architect | Locatie                                 | Coördinaten                   | Nr.            | Afbeelding                                   |
| -------------------------------------------- | -------- | --------- | --------------------------------------- | ----------------------------- | -------------- | -------------------------------------------- |
| Rietkapwoningen                              | 1917     |           | Beeklaan 32 t/m 42                      | 51° 58' 31" NB, 5° 48' 38" OL | 0274/Wikinr.8  | Rietkapwoningen                              |
| Rietkapwoningen                              | 1917     |           | Centrumlaan 1 t/m 19 en 2 t/m 12        | 51° 58' 31" NB, 5° 48' 35" OL | 0274/Wikinr.9  | Rietkapwoningen                              |
| Woonhuis Frisia (helft van een dubbel)       | 1919     |           | Dunolaan 26                             | 51° 58' 25" NB, 5° 48' 52" OL | 0274/Wikinr.10 | Woonhuis Frisia (helft van een dubbel)       |
| Woonhuis Frisia (helft van een dubbel)       | 1919     |           | Dunolaan 28                             | 51° 58' 25" NB, 5° 48' 52" OL | 0274/Wikinr.11 | Woonhuis Frisia (helft van een dubbel)       |
| Woonhuis Gelria (helft van een dubbel)       | 1919     |           | Dunolaan 30                             | 51° 58' 24" NB, 5° 48' 51" OL | 0274/Wikinr.12 | Woonhuis Gelria (helft van een dubbel)       |
| Woonhuis Gelria (helft van een dubbel)       | 1919     |           | Dunolaan 32                             | 51° 58' 24" NB, 5° 48' 51" OL | 0274/Wikinr.13 | Woonhuis Gelria (helft van een dubbel)       |
| Rietkapwoningen                              | 1917     |           | Middenlaan 13 t/m 23 en 12 t/m 24       | 51° 58' 30" NB, 5° 48' 37" OL | 0274/Wikinr.14 | Rietkapwoningen                              |
| Voormalig Seelbeeckschool                    | 1930     |           | Middenlaan 47                           | 51° 58' 33" NB, 5° 48' 27" OL | 0274/Wikinr.15 | Voormalig Seelbeeckschool                    |
| Rietkapwoningen                              | 1917     |           | Noorderlaan 2 t/m 16                    | 51° 58' 30" NB, 5° 48' 32" OL | 0274/Wikinr.16 | Rietkapwoningen                              |
| Rietkapwoningen                              | 1917     |           | Zuiderlaan 1 t/m 7                      | 51° 58' 31" NB, 5° 48' 39" OL | 0274/Wikinr.17 | Rietkapwoningen                              |
| Filterkelder v.m. modelboerderij huis ter Aa |          |           | Beeklaan (ten noorden van, in Seelbeek) | 51° 58' 28" NB, 5° 48' 56" OL | 0274/Wikinr.18 | Filterkelder v.m. modelboerderij huis ter Aa |

## Oosterbeek
De plaats Oosterbeek kent 96 gemeentelijke monumenten:
| Object                                       | Bouwjaar  | Architect                   | Locatie                             | Coördinaten                   | Nr.             | Afbeelding                                   |
| -------------------------------------------- | --------- | --------------------------- | ----------------------------------- | ----------------------------- | --------------- | -------------------------------------------- |
| Woonhuis                                     | 1919      |                             | Backerstraat 47                     | 51° 59' 22" NB, 5° 50' 55" OL | 0274/Wikinr.19  | Woonhuis                                     |
| Woonhuis                                     | 1919      |                             | Backerstraat 49                     | 51° 59' 22" NB, 5° 50' 55" OL | 0274/Wikinr.20  | Woonhuis                                     |
| Woonhuis                                     | 1919      |                             | Backerstraat 50                     | 51° 59' 21" NB, 5° 50' 54" OL | 0274/Wikinr.21  | Woonhuis                                     |
| Woonhuis                                     | 1919      |                             | Backerstraat 51                     | 51° 59' 22" NB, 5° 50' 53" OL | 0274/Wikinr.22  | Woonhuis                                     |
| Woonhuis                                     | 1919      |                             | Backerstraat 52                     | 51° 59' 21" NB, 5° 50' 54" OL | 0274/Wikinr.23  | Woonhuis                                     |
| Woonhuis                                     | 1919      |                             | Backerstraat 53                     | 51° 59' 22" NB, 5° 50' 53" OL | 0274/Wikinr.24  | Woonhuis                                     |
| Woonhuis                                     | 1919      |                             | Backerstraat 54                     | 51° 59' 21" NB, 5° 50' 53" OL | 0274/Wikinr.25  | Woonhuis                                     |
| Woonhuis                                     | 1919      |                             | Backerstraat 56                     | 51° 59' 21" NB, 5° 50' 53" OL | 0274/Wikinr.26  | Woonhuis                                     |
| V.m. Boerderijtje/daglonerswoning            | 1850      |                             | Bato'sweg 4                         | 51° 58' 55" NB, 5° 50' 47" OL | 0274/Wikinr.27  | V.m. Boerderijtje/daglonerswoning            |
| Villa "Bato's Zicht"                         | 1925      |                             | Benedendorpsweg 84                  | 51° 58' 45" NB, 5° 50' 46" OL | 0274/Wikinr.28  | Villa "Bato's Zicht"                         |
| Woonhuis                                     | 1910      |                             | Benedendorpsweg 96                  | 51° 58' 44" NB, 5° 50' 39" OL | 0274/Wikinr.29  | Woonhuis                                     |
| Villa "Geldersche Blom"                      | 1887      |                             | Benedendorpsweg 106                 | 51° 58' 42" NB, 5° 50' 34" OL | 0274/Wikinr.30  | Villa "Geldersche Blom"                      |
| Villa "Rozenhage"                            | 1850      |                             | Benedendorpsweg 167                 | 51° 58' 45" NB, 5° 50' 3" OL  | 0274/Wikinr.31  | Villa "Rozenhage"                            |
| Woonhuis                                     | 1860      |                             | Benedendorpsweg 170-172             | 51° 58' 43" NB, 5° 49' 59" OL | 0274/Wikinr.32  | Woonhuis                                     |
| Woonhuis "De Witte Poort"                    | 1850      |                             | Benedendorpsweg 194                 | 51° 58' 41" NB, 5° 49' 46" OL | 0274/Wikinr.33  | Woonhuis "De Witte Poort"                    |
| Dubbel woonhuis                              | 1887      |                             | Benedendorpsweg 196-198-200         | 51° 58' 41" NB, 5° 49' 44" OL | 0274/Wikinr.34  | Dubbel woonhuis                              |
| Boerderij                                    | 1950      |                             | Pr. Bernhardweg, 1                  | 51° 58' 57" NB, 5° 51' 32" OL | 0274/Wikinr.35  | Boerderij                                    |
| Trappartij                                   |           |                             | Pr. Bernhardweg/Schellardweg        | 51° 58' 49" NB, 5° 51' 27" OL | 0274/Wikinr.36  | Trappartij                                   |
| Boerderij                                    | 1840      |                             | van Borsselenweg, 32-32a-34         | 51° 58' 55" NB, 5° 49' 25" OL | 0274/Wikinr.37  | Boerderij                                    |
| Tuinmanswoning                               | 1919      |                             | van Borsselenweg, 36                | 51° 58' 51" NB, 5° 49' 27" OL | 0274/Wikinr.38  | Tuinmanswoning                               |
| Boerderij                                    | 1880      |                             | van Borsselenweg, 39                | 51° 58' 55" NB, 5° 49' 13" OL | 0274/Wikinr.39  | Boerderij                                    |
| Zitbank                                      |           |                             | van Eeghenweg/hoek Pietersbergseweg | 51° 58' 60" NB, 5° 50' 12" OL | 0274/Wikinr.40  | Zitbank                                      |
| Algemene begraafplaats                       |           |                             | Fangmanweg 21                       | 51° 59' 2" NB, 5° 50' 37" OL  | 0274/Wikinr.41  | Algemene begraafplaats                       |
| Villa "t Maerlant"                           | 1871      |                             | Fangmanweg 33                       | 51° 58' 56" NB, 5° 50' 29" OL | 0274/Wikinr.42  | Villa "t Maerlant"                           |
| Tuinkoepel                                   |           |                             | Fangmanweg 43                       | 51° 58' 52" NB, 5° 50' 24" OL | 0274/Wikinr.43  | Tuinkoepel                                   |
| Gemeentehuis/v.m. Bodewoning                 | 1965      |                             | Generaal Urquhartlaan 2-4           | 51° 59' 18" NB, 5° 50' 33" OL | 0274/Wikinr.44  | Meer afbeeldingen                            |
| Dubbele dienstwoning                         | 1966      |                             | Generaal Urquhartlaan 10-12         | 51° 59' 20" NB, 5° 50' 26" OL | 0274/Wikinr.45  | Dubbele dienstwoning                         |
| De Naald                                     | 1946-1947 | Jac Maris                   | Hartensteinlaan bij 11/13           | 51° 59' 19" NB, 5° 49' 53" OL | 0274/Wikinr.46  | Meer afbeeldingen                            |
| Boerderij, thans wijnkoperij "De Hazenakker" | 1863      |                             | Hazenakker 4                        | 51° 58' 56" NB, 5° 50' 14" OL | 0274/Wikinr.47  | Boerderij, thans wijnkoperij "De Hazenakker" |
| pergola                                      |           |                             | Hemelseberg (bosgebied)             | 51° 58' 59" NB, 5° 49' 51" OL | 0274/Wikinr.48  | pergola                                      |
| orangerie                                    |           |                             | Hemelseberg 3                       | 51° 58' 50" NB, 5° 49' 39" OL | 0274/Wikinr.49  | orangerie                                    |
| Houten Chalet                                | 1951      |                             | Hertog Reinaldlaan 1                | 51° 59' 40" NB, 5° 50' 16" OL | 0274/Wikinr.50  | Houten Chalet                                |
| "Mariahoeve"                                 | 1860      |                             | Hoofdlaan 4                         | 51° 58' 56" NB, 5° 49' 46" OL | 0274/Wikinr.51  | "Mariahoeve"                                 |
| Woonhuis                                     | 1924      | Amsterdamse School          | Jan van Embdenweg 35                | 51° 59' 19" NB, 5° 50' 51" OL | 0274/Wikinr.52  | Woonhuis                                     |
| Woonhuis                                     | 1924      | Amsterdamse School          | Jan van Embdenweg 37                | 51° 59' 19" NB, 5° 50' 51" OL | 0274/Wikinr.53  | Woonhuis                                     |
| Woonhuis                                     | 1924      | Amsterdamse School          | Jan van Embdenweg 39                | 51° 59' 19" NB, 5° 50' 52" OL | 0274/Wikinr.54  | Woonhuis                                     |
| Woonhuis                                     | 1924      | Amsterdamse School          | Jan van Embdenweg 41                | 51° 59' 19" NB, 5° 50' 52" OL | 0274/Wikinr.55  | Woonhuis                                     |
| Woonhuis                                     | 1924      | Amsterdamse School          | Jan van Embdenweg 43                | 51° 59' 19" NB, 5° 50' 53" OL | 0274/Wikinr.56  | Woonhuis                                     |
| Woonhuis                                     | 1924      | Amsterdamse School          | Jan van Embdenweg 45                | 51° 59' 20" NB, 5° 50' 53" OL | 0274/Wikinr.57  | Woonhuis                                     |
| Woonhuis                                     | 1924      | Amsterdamse School          | Jan van Embdenweg 47                | 51° 59' 20" NB, 5° 50' 53" OL | 0274/Wikinr.58  | Woonhuis                                     |
| Woonhuis                                     | 1924      | Amsterdamse School          | Jan van Embdenweg 49                | 51° 59' 20" NB, 5° 50' 53" OL | 0274/Wikinr.59  | Woonhuis                                     |
| Woonhuis                                     | 1924      | Amsterdamse School          | Jan van Embdenweg 51                | 51° 59' 20" NB, 5° 50' 53" OL | 0274/Wikinr.60  | Woonhuis                                     |
| Woonhuis                                     | 1924      | Amsterdamse School          | Jan van Embdenweg 53                | 51° 59' 20" NB, 5° 50' 52" OL | 0274/Wikinr.61  | Woonhuis                                     |
| Woonhuis                                     | 1924      | Amsterdamse School          | Jan van Embdenweg 55                | 51° 59' 20" NB, 5° 50' 51" OL | 0274/Wikinr.62  | Woonhuis                                     |
| Woonhuis                                     | 1924      | Amsterdamse School          | Jan van Embdenweg 57                | 51° 59' 21" NB, 5° 50' 51" OL | 0274/Wikinr.63  | Woonhuis                                     |
| Woonhuis                                     | 1924      | Amsterdamse School          | Jan van Embdenweg 59                | 51° 59' 21" NB, 5° 50' 51" OL | 0274/Wikinr.64  | Woonhuis                                     |
| Woonhuis                                     | 1924      | Amsterdamse School          | Jan van Embdenweg 61                | 51° 59' 21" NB, 5° 50' 51" OL | 0274/Wikinr.65  | Woonhuis                                     |
| Woonhuis                                     | 1948      |                             | Kerkpad 2                           | 51° 58' 40" NB, 5° 50' 14" OL | 0274/Wikinr.66  | Woonhuis                                     |
| v.m. station met loods                       | 1879      |                             | Klingelbeekseweg 69                 | 51° 58' 48" NB, 5° 51' 40" OL | 0274/Wikinr.67  | v.m. station met loods                       |
| spoorviaduct                                 |           |                             | Klingelbeekse-/Benedendorpsweg      | 51° 58' 45" NB, 5° 51' 37" OL | 0274/Wikinr.114 | spoorviaduct                                 |
| Boerderij                                    | 1887      |                             | Kneppelhoutweg 1                    | 51° 59' 5" NB, 5° 49' 59" OL  | 0274/Wikinr.68  | Boerderij                                    |
| Villa "Doristeti"                            | 1900      |                             | Lebretweg 1                         | 51° 59' 14" NB, 5° 50' 45" OL | 0274/Wikinr.69  | Villa "Doristeti"                            |
| Woonhuis                                     | 1920      |                             | Lebretweg 47                        | 51° 59' 24" NB, 5° 50' 50" OL | 0274/Wikinr.70  | Woonhuis                                     |
| erebegraafplaats                             |           |                             | van Limburg Stirumweg, z.n.         | 51° 59' 41" NB, 5° 51' 5" OL  | 0274/Wikinr.71  | Meer afbeeldingen                            |
| Woonhuis (v.m. kruidenier de Geest)          | 1894      |                             | Pietersbergseweg 16                 | 51° 59' 14" NB, 5° 50' 17" OL | 0274/Wikinr.72  | Woonhuis (v.m. kruidenier de Geest)          |
| Villa "De Pietersberg"                       | 1836      |                             | Pietersbergseweg 19                 | 51° 58' 58" NB, 5° 50' 9" OL  | 0274/Wikinr.73  | Villa "De Pietersberg"                       |
| Villa“De Tafelberg”                          |           |                             | Pietersbergseweg 46H/47I            | 51° 59' 6" NB, 5° 50' 14" OL  | 0274/Wikinr.115 | Villa“De Tafelberg”                          |
| Villa "Rijnheuvel"                           | 1830      |                             | Pietersbergseweg 52                 | 51° 58' 56" NB, 5° 50' 10" OL | 0274/Wikinr.74  | Villa "Rijnheuvel"                           |
| Voormalige steenoven                         |           |                             | Polderweg                           | 51° 58' 31" NB, 5° 50' 35" OL | 0274/Wikinr.75  | Voormalige steenoven                         |
| Woonhuis                                     | 1895      |                             | Rozensteeg 1                        | 51° 58' 45" NB, 5° 50' 15" OL | 0274/Wikinr.76  | Woonhuis                                     |
| Concertzaal                                  |           |                             | Rozensteeg 3                        | 51° 58' 45" NB, 5° 50' 13" OL | 0274/Wikinr.77  | Concertzaal                                  |
| Woonhuis                                     | 1846      |                             | Sonnenberglaan 1                    | 51° 59' 17" NB, 5° 49' 45" OL | 0274/Wikinr.78  | Woonhuis                                     |
| Woonhuis                                     | 1896      |                             | Sonnenberglaan 5                    | 51° 59' 23" NB, 5° 49' 25" OL | 0274/Wikinr.79  | Woonhuis                                     |
| Villa "Quatre Bras"                          | 1883      |                             | Stationsweg 2                       | 51° 59' 18" NB, 5° 50' 16" OL | 0274/Wikinr.80  | Villa "Quatre Bras"                          |
| Villa "Floreal"                              | 1925      |                             | Stationsweg 24                      | 51° 59' 25" NB, 5° 50' 20" OL | 0274/Wikinr.81  | Villa "Floreal"                              |
| Villa "Klein Dreijen"                        | 1906      |                             | Stationsweg 46                      | 51° 59' 36" NB, 5° 50' 24" OL | 0274/Wikinr.82  | Villa "Klein Dreijen"                        |
| Woonhuis                                     | 1923      | Amsterdamse School          | Taludweg 1                          | 51° 59' 22" NB, 5° 50' 55" OL | 0274/Wikinr.83  | Woonhuis                                     |
| Woonhuis                                     | 1923      | Amsterdamse School          | Taludweg 2                          | 51° 59' 22" NB, 5° 50' 54" OL | 0274/Wikinr.84  | Woonhuis                                     |
| Bungalow                                     | 1958      |                             | Utrechtseweg 58                     | 51° 59' 9" NB, 5° 51' 9" OL   | 0274/Wikinr.85  | Bungalow                                     |
| Villa "Vita"                                 | 1890      |                             | Utrechtseweg 101                    | 51° 59' 13" NB, 5° 50' 52" OL | 0274/Wikinr.86  | Villa "Vita"                                 |
| Kantoorvilla "Henriëtte"                     | 1870      |                             | Utrechtseweg 115                    | 51° 59' 14" NB, 5° 50' 47" OL | 0274/Wikinr.87  | Kantoorvilla "Henriëtte"                     |
| Villa "Maria"                                | 1875      |                             | Utrechtseweg 150                    | 51° 59' 14" NB, 5° 50' 35" OL | 0274/Wikinr.88  | Villa "Maria"                                |
| Woonhuis                                     | 1890      |                             | Utrechtseweg 173                    | 51° 59' 18" NB, 5° 50' 9" OL  | 0274/Wikinr.89  | Woonhuis                                     |
| Villa "Marja"                                | 1893      |                             | Utrechtseweg 175                    | 51° 59' 18" NB, 5° 50' 7" OL  | 0274/Wikinr.90  | Villa "Marja"                                |
| Villa "Eureka"                               | 1885      |                             | Utrechtseweg 181                    | 51° 59' 19" NB, 5° 50' 4" OL  | 0274/Wikinr.91  | Villa "Eureka"                               |
| Villa "Beukenhove"                           | 1871      |                             | Utrechtseweg 192                    | 51° 59' 15" NB, 5° 50' 23" OL | 0274/Wikinr.92  | Villa "Beukenhove"                           |
| Villa "Oosterpark"                           | 1870      |                             | Utrechtseweg 218                    | 51° 59' 16" NB, 5° 50' 13" OL | 0274/Wikinr.93  | Villa "Oosterpark"                           |
| Boerderij                                    |           |                             | Valkenburglaan 3                    | 51° 59' 29" NB, 5° 49' 27" OL | 0274/Wikinr.94  | Boerderij                                    |
| Woonhuis                                     | 1853      |                             | Weverstraat 64                      | 51° 59' 5" NB, 5° 50' 30" OL  | 0274/Wikinr.95  | Woonhuis                                     |
| Villa "Stadtwijck"                           | 1881      |                             | Weverstraat 118                     | 51° 58' 56" NB, 5° 50' 21" OL | 0274/Wikinr.96  | Villa "Stadtwijck"                           |
| Woonhuis                                     | 1926      | Amsterdamse School          | Zaaijerplein 1                      | 51° 59' 22" NB, 5° 50' 52" OL | 0274/Wikinr.97  | Woonhuis                                     |
| Woonhuis                                     | 1926      | Amsterdamse School          | Zaaijerplein 2                      | 51° 59' 22" NB, 5° 50' 52" OL | 0274/Wikinr.98  | Woonhuis                                     |
| Woonhuis                                     | 1926      | Amsterdamse School          | Zaaijerplein 3                      | 51° 59' 23" NB, 5° 50' 52" OL | 0274/Wikinr.99  | Woonhuis                                     |
| Woonhuis                                     | 1926      | Amsterdamse School          | Zaaijerplein 4                      | 51° 59' 23" NB, 5° 50' 52" OL | 0274/Wikinr.100 | Woonhuis                                     |
| Woonhuis                                     | 1926      | Amsterdamse School          | Zaaijerplein 5                      | 51° 59' 24" NB, 5° 50' 51" OL | 0274/Wikinr.101 | Woonhuis                                     |
| Woonhuis                                     | 1926      | Amsterdamse School          | Zaaijerplein 6                      | 51° 59' 24" NB, 5° 50' 51" OL | 0274/Wikinr.102 | Woonhuis                                     |
| Woonhuis                                     | 1926      | Amsterdamse School          | Zaaijerplein 7                      | 51° 59' 24" NB, 5° 50' 51" OL | 0274/Wikinr.103 | Woonhuis                                     |
| watertoren                                   | 1938      | Th. K. J. Koch              | Zonneheuvelweg 1                    | 51° 59' 22" NB, 5° 48' 48" OL | 0274/Wikinr.104 | watertoren                                   |
| Voormalig Postkantoor                        | 1958      | W. Gerretsen en C.J. Kramer | Plein 1946 2                        | 51° 59' 11" NB, 5° 50' 41" OL | 0274/           | Voormalig Postkantoor                        |

## Renkum
De plaats Renkum kent 21 gemeentelijke monumenten:
| Object                                      | Bouwjaar | Architect          | Locatie                       | Coördinaten                   | Nr.             | Afbeelding                                  |
| ------------------------------------------- | -------- | ------------------ | ----------------------------- | ----------------------------- | --------------- | ------------------------------------------- |
| woonhuis                                    | 1950     |                    | Dorpsstraat 45                | 51° 58' 21" NB, 5° 43' 51" OL | 0274/Wikinr.116 | woonhuis                                    |
| helft van dubbel woonhuis                   | 1893     |                    | Dorpsstraat 137               | 51° 58' 18" NB, 5° 43' 36" OL | 0274/Wikinr.117 | helft van dubbel woonhuis                   |
| helft van dubbel woonhuis                   | 1893     |                    | Dorpsstraat 139               | 51° 58' 18" NB, 5° 43' 36" OL | 0274/Wikinr.118 | helft van dubbel woonhuis                   |
| Villa "Welgelegen"                          |          |                    | Dorpsstraat 163               | 51° 58' 16" NB, 5° 43' 24" OL | 0274/Wikinr.119 | Meer afbeeldingen                           |
| Villa “de Blauwe spar”                      | 1875     |                    | Dorpsstraat 171               | 51° 58' 14" NB, 5° 43' 20" OL | 0274/Wikinr.120 | Meer afbeeldingen                           |
| Houten woning                               | 1948     |                    | Hartenseweg 10                | 51° 58' 50" NB, 5° 43' 21" OL | 0274/Wikinr.121 | Houten woning                               |
| Houten woning                               | 1948     |                    | Hartenseweg 12                | 51° 58' 50" NB, 5° 43' 20" OL | 0274/Wikinr.122 | Houten woning                               |
| Houten woning                               | 1948     |                    | Hartenseweg 14                | 51° 58' 50" NB, 5° 43' 20" OL | 0274/Wikinr.123 | Houten woning                               |
| Houten woning                               | 1948     |                    | Hartenseweg 16                | 51° 58' 50" NB, 5° 43' 19" OL | 0274/Wikinr.124 | Houten woning                               |
| Houten woning                               | 1948     |                    | Hartenseweg 18                | 51° 58' 50" NB, 5° 43' 18" OL | 0274/Wikinr.125 | Houten woning                               |
| voormalig (Albert Schweitzerschool)         | 1926     |                    | van Ingenweg 2                | 51° 58' 30" NB, 5° 44' 25" OL | 0274/Wikinr.126 | voormalig (Albert Schweitzerschool)         |
| N.H. Kerk                                   |          |                    | Kerkstraat 7                  | 51° 58' 24" NB, 5° 43' 54" OL | 0274/Wikinr.127 | N.H. Kerk                                   |
| voormalige hovenierswoning                  |          |                    | Kortenburg 14                 | 51° 58' 32" NB, 5° 43' 6" OL  | 0274/Wikinr.128 | voormalige hovenierswoning                  |
| Villa "Anna"                                | 1887     |                    | Nieuweweg 19-21               | 51° 58' 22" NB, 5° 43' 26" OL | 0274/Wikinr.129 | Villa "Anna"                                |
| Boerderijcomplex                            | 1890     |                    | Nieuwe Keyenbergseweg 172-174 | 51° 59' 13" NB, 5° 43' 49" OL | 0274/Wikinr.130 | Meer afbeeldingen                           |
| gemeentelijke begraafplaats (gedeeltelijk!) |          |                    | Onder de Bomen                | 51° 58' 19" NB, 5° 43' 17" OL | 0274/Wikinr.131 | gemeentelijke begraafplaats (gedeeltelijk!) |
| voormalige watermolen                       |          |                    | Quadenoord zonder nummer      | 51° 59' 52" NB, 5° 44' 2" OL  | 0274/Wikinr.132 | Meer afbeeldingen                           |
| Villa “Quadenoord”                          | 1924     | Amsterdamse School | Quadenoord 6                  | 51° 59' 55" NB, 5° 44' 4" OL  | 0274/Wikinr.133 | Villa “Quadenoord”                          |
| stokkenschuur                               |          |                    | Quadenoord z.n.               | 51° 59' 52" NB, 5° 44' 7" OL  | 0274/Wikinr.134 | stokkenschuur                               |
| machineschuur Jonkershoeve                  |          |                    | Renkumseheide 8               | 51° 59' 51" NB, 5° 45' 42" OL | 0274/Wikinr.136 | machineschuur Jonkershoeve                  |
| kerkgebouw                                  |          |                    | Utrechtseweg 93               | 51° 58' 37" NB, 5° 44' 44" OL | 0274/Wikinr.135 | kerkgebouw                                  |

## Wolfheze
De plaats Wolfheze kent 9 gemeentelijke monumenten:
| Object                                           | Bouwjaar | Architect | Locatie         | Coördinaten                  | Nr.             | Afbeelding                                       |
| ------------------------------------------------ | -------- | --------- | --------------- | ---------------------------- | --------------- | ------------------------------------------------ |
| Boerderij "De Boschhoeve" met houten woonhuis    | 1918     |           | Boshoeve 2      | 52° 0' 11" NB, 5° 46' 26" OL | 0274/Wikinr.137 | Boerderij "De Boschhoeve" met houten woonhuis    |
| Stationsgebouw met berging                       | 1899     |           | Parallelweg 5   | 52° 0' 20" NB, 5° 47' 32" OL | 0274/Wikinr.138 | Meer afbeeldingen                                |
| Woonhuis                                         | 1918     |           | Parallelweg 122 | 52° 0' 27" NB, 5° 46' 49" OL | 0274/Wikinr.139 | Woonhuis                                         |
| Voormalig (Van Beeck Calkoen-School) nu Woonhuis | 1918     |           | Parallelweg 124 | 52° 0' 27" NB, 5° 46' 48" OL | 0274/Wikinr.140 | Voormalig (Van Beeck Calkoen-School) nu Woonhuis |
| Gelderse Roos "Hoofdgebouw"                      |          |           | Wolfheze 2      | 52° 0' 15" NB, 5° 47' 11" OL | 0274/Wikinr.141 | Gelderse Roos "Hoofdgebouw"                      |
| Gelderse Roos "Sonneheerdt"                      |          |           | Wolfheze 2      | 52° 0' 19" NB, 5° 47' 10" OL | 0274/Wikinr.142 | Gelderse Roos "Sonneheerdt"                      |
| Gelderse Roos - kerkgebouw                       |          |           | Wolfheze 2      | 52° 0' 11" NB, 5° 47' 11" OL | 0274/Wikinr.143 | Meer afbeeldingen                                |
| Gelderse Roos “de Vlinder”                       |          |           | Wolfheze 2      | 52° 0' 8" NB, 5° 47' 11" OL  | 0274/Wikinr.144 | Gelderse Roos “de Vlinder”                       |
| Gelderse Roos - watertoren                       | 1907     | E. Knevel | Wolfheze 2      | 52° 0' 6" NB, 5° 47' 11" OL  | 0274/Wikinr.145 | Gelderse Roos - watertoren                       |

## Bijzondere objecten

### Toegangsmarkeringen landgoederen (Doorwerth, Oosterbeek)
| Object                                  | Bouwjaar | Architect | Locatie                                  | Plaats     | Coördinaten                   | Nr.             | Afbeelding                              |
| --------------------------------------- | -------- | --------- | ---------------------------------------- | ---------- | ----------------------------- | --------------- | --------------------------------------- |
| toegangshek                             |          |           | landgoed "de Duno"                       | Doorwerth  | 51° 58' 20" NB, 5° 48' 43" OL | 0274/Wikinr.105 | toegangshek                             |
| twee gemetselde kolommen                |          |           | landgoed "de Oorsprong"                  | Oosterbeek | 51° 58' 50" NB, 5° 49' 27" OL | 0274/Wikinr.106 | twee gemetselde kolommen                |
| vier gemetselde kolommen                |          |           | landgoed "Hoog Oorsprong"                | Oosterbeek | 51° 59' 16" NB, 5° 48' 47" OL | 0274/Wikinr.107 | vier gemetselde kolommen                |
| zes conische natuurstenen zuiltjes      |          |           | landgoed "de Hemelse Berg"               | Oosterbeek | 51° 58' 44" NB, 5° 49' 51" OL | 0274/Wikinr.108 | zes conische natuurstenen zuiltjes      |
| grenspaal v.m. landgoed "de Bilderberg" |          |           | Utrechtseweg/Wolfhezerweg                | Oosterbeek | 51° 59' 17" NB, 5° 48' 49" OL | 0274/Wikinr.109 | grenspaal v.m. landgoed "de Bilderberg" |
| grenspaal v.m. landgoed “de Sonnenberg” |          |           | bosgebied rijwielpad Oosterbeek-Wolfheze | Oosterbeek | 51° 59' 59" NB, 5° 48' 43" OL | 0274/Wikinr.110 | grenspaal v.m. landgoed “de Sonnenberg” |

### Beschermd dorpsgezicht (Oosterbeek)
| Object                 | Bouwjaar | Architect | Locatie                  | Plaats     | Coördinaten                  | Nr.             | Afbeelding             |
| ---------------------- | -------- | --------- | ------------------------ | ---------- | ---------------------------- | --------------- | ---------------------- |
| Beschermd dorpsgezicht |          |           | Weverstraat (Noord+Zuid) | Oosterbeek | 51° 59' 5" NB, 5° 50' 29" OL | 0274/Wikinr.111 | Beschermd dorpsgezicht |

### Beschermde landgoederen (Oosterbeek)
| Object                           | Bouwjaar | Architect | Locatie                               | Plaats     | Coördinaten                   | Nr.             | Afbeelding                       |
| -------------------------------- | -------- | --------- | ------------------------------------- | ---------- | ----------------------------- | --------------- | -------------------------------- |
| Beschermd Landgoed ‘Bato's Wijk’ |          |           | Fangmanweg/Geelkerkenkamp/vTvdKoogweg | Oosterbeek | 51° 58' 56" NB, 5° 50' 37" OL | 0274/Wikinr.112 | Beschermd Landgoed ‘Bato's Wijk’ |
| Beschermd Landgoed De Oorsprong  |          |           | Van Borsselenweg z.n.                 | Oosterbeek | 51° 58' 51" NB, 5° 49' 31" OL | 0274/Wikinr.113 | Meer afbeeldingen                |

Aalten · 
Apeldoorn · 
Arnhem · 
Barneveld · 
Berkelland · 
Beuningen · 
Bronckhorst · 
Brummen · 
Buren · 
Culemborg · 
Doesburg · 
Doetinchem · 
Druten · 
Duiven · 
Ede · 
Elburg · 
Epe · 
Ermelo · 
Groesbeek · 
Harderwijk · 
Hattem · 
Heerde · 
Heumen · 
Lingewaard · 
Lochem · 
Maasdriel · 
Montferland · 
Neder-Betuwe · 
Nijkerk · 
Nijmegen · 
Nunspeet · 
Oldebroek · 
Oost Gelre · 
Oude IJsselstreek · 
Overbetuwe · 
Putten · 
Renkum · 
Rheden · 
Rozendaal · 
Scherpenzeel · 
Tiel · 
Ubbergen · 
Voorst · 
Wageningen · 
West Betuwe · 
West Maas en Waal · 
Westervoort · 
Wijchen · 
Winterswijk · 
Zaltbommel · 
Zevenaar · 
Zutphen